# Limnocentropus auratus
Limnocentropus auratus är en nattsländeart som beskrevs av Malicky och Chantaramongkol 1989. Limnocentropus auratus ingår i släktet Limnocentropus och familjen Limnocentropodidae. Inga underarter finns listade i Catalogue of Life.

## Bildgalleri

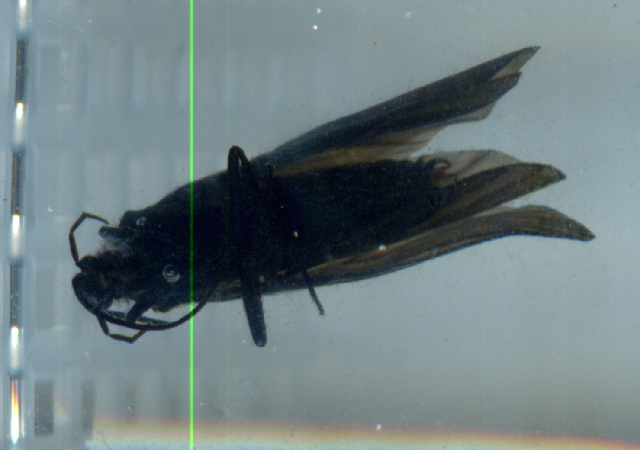